# うらバン!
『うらバン! 〜浦和泉高等学校吹奏楽部〜』（うらバン うらいずみこうとうがっこうすいそうがくぶ）は、都桜和による日本の4コマ漫画作品。芳文社の月刊雑誌『まんがタイムきららキャラット』の2007年8月号から10月号にかけてフレッシュゲストとして掲載、2008年1月号から2011年12月号にかけて連載。また、『まんがタイムきらら』（無印）の2010年7月号にゲストとして掲載された。

## 概要
浦和泉高校の生徒である鈴杉冬美は、「たくさんの人が一つの曲を奏でる、そういうのに憧れていた」という理由から吹奏楽部に入部を希望し説明会に参加。ところがその説明会で、部員が先輩の川坂千夏しかいないことを知る。その後冬美の友人・速馬コハルも参加し、2人ともその日のうちに半ば強引に入部。後に部員が増え、合計6名の吹奏楽部員のスクールライフを描く。
部活の様子をゆるく描き、クスッとくる笑いを誘う漫画でありながらも、作品の中では腹筋を鍛えるシーン、楽器を扱うシーンなど、実際の吹奏楽部の活動も含めて描かれている。
なお「浦和泉高等学校」は「うらいずみこうとうがっこう」と読み、「うらわいずみ」は誤読。「浦和泉」は架空の地名。名前に「浦和」や「和泉」のつく高校はいくつか実在するが、浦和泉高校は実在しない。

## 登場人物
鈴杉 冬美（すずすぎ ふゆみ）
「愛玩動物」。本作の主人公。
浦和泉高等学校に通う高校生。学年は2年。あだ名は「ゆみ」「ゆみちゃん」。
素直で自分の感情を表に出せる性格。体格は小さめで眉毛が太く、片方の髪を結んでいる。もともと運動が得意ではないのか、腹筋はなんとか10回できる程度。
楽器は千夏の判断によりチューバを担当しているが、本人はユーフォニアムなどの小さな楽器を希望している。入部当初は吹奏楽部でバイオリンをやりたいと発言するなど、音楽の知識はない様子。
緊張や恥ずかしい思いをすると小さくなり、手のりサイズにまでなり、チューバを構えているときは見えなくなってしまう。連載末期には小さくなるだけでなく、ネズミの耳やしっぽも生えてくるようになってきた。
駄洒落をよく言うが、滑る（萌葱にだけはウケている）。
速馬 コハル（はやま コハル）
「暴走担当」。
冬美と同じく浦和泉高校に通う高校生。冬美と同じクラス。あだ名は「ハルちゃん」「ハル君」。
明るく天真爛漫な性格で、中学時代はバスケ部に所属していた。中学時代はエースだったと語っており、実際に腹筋を100回以上こなした上で片手で腕立て伏せも行うなど、かなりの身体能力を持っている。少々難易度が高めの浦和泉高校にスポーツ推薦で入学したこともあり、部活も当初バスケ部を希望していたが、テレビで見たバイオリンをやってみたいという動機から吹奏楽部を希望した。
吹奏楽ではバイオリンを扱っていないことを知り、一旦はバスケ部に移ることも考えたようだが、千夏のメトロノーム催眠攻撃に遭い入部。気移りが激しいが、一応楽器はトランペットを担当している。但し指使いもままならない上、思いっきり吹いて音を外す。しかしその音量の為か、目覚まし効果は抜群である。
英語をはじめ勉強が苦手で、夏休みの補習に来いと言われるほど。
大食いで、しかもあっという間に平らげる。朝食は餃子で、実家は「速馬飯店」という飲食店を経営している。親と性格が似ている。
ポッポ焼きや浦和泉市内にあるファーストフード店「みっかつき」のイタリアンなどを好む。
私服は丈の短い可愛い系のワンピースが多いが、常にスパッツを穿いており、それが無いと相当動揺し、演奏時の音量がかなり小さくなったりする。
高所恐怖症だが、ジェットコースター、雷など、普通の人なら怖がる物でも大抵は平気。天候が悪いと好調になる。
ノリがよく、クリスマスに犬耳付きメイド服で給仕をしたり、文化祭の司会なども務めた。ちなみに犬耳モードだと、主任の先生の気配が分かる。
川坂 千夏（かわさか ちなつ）
「実質実力者」。
浦和泉高校の生徒にして唯一の先輩吹奏楽部部員だった。学年は3年。あだ名は「ナツ」だが、これまで部員が千夏1人しかいなかった事から「フルートひとり」というあだ名もある。
楽器は名の通りフルートを担当。鼻の息でフルートを吹くこともでき、美しいメロディを奏でることができる。
マイペースで自由人。メトロノームを催眠術に使用したり、冬美のチューバの先端にバレーボールを詰めたりするなど、楽器などの物を本来の用途とは別の変わった用途に転用する。
冬美のことを可愛いと思っており、抱きついたり写真を撮るなどしている。その際、ネコミミとしっぽ付きになる。
写真の念写や合成など、冬美の事となると奇妙な才能を発揮する。その才能からか運転免許も取得している。
カラオケで演歌を歌ったり、初詣には着物にまげのかつらで行ったりと、純日本風な家柄らしい。親がイイ自動車を持っている。
1年の途中から浦和泉高校に転校。転校前は、萌葱の姉と同じ学校に通っていた。基本的に冷静沈着な性格だが、泳げない・雷が苦手などの一面もある。
恩田 秋桜美（おんだ あさみ）
「その他とんこつ」。
冬美・コハルのクラスの転入生で、1巻のカラーページでは恐らく転入の手続きに来たと思われる別の制服を着た姿で登場している。「〜とです」と、九州方面の訛り風の言葉で話す。あだ名は「あさみん」。
本編では『まんがタイムきららキャラット』2008年2月号にて初登場。内気な性格で、いわゆるドジっ子キャラ。カスタネットの間に指を挟んで腫らしてしまったり、楽器を叩いている際にスティックを豪快にすっ飛ばしコハルの喉に刺さったりなど、作中ではそのドジっ子ぶりが表れている。本来は美術部への入部を希望していたが、「広報を担当できる」と千夏に言われたことで吹奏楽部に入部する。実はトランペットを上手に演奏できるが、一応の担当はパーカッションである。
豚のキャラクターが好きで、豚のヘアピンをつけたり、部屋に複数のぬいぐるみが飾られたりしている。好物はとんこつ。
楽器に関しては不器用だが、体育祭において箸で豆つかみをして1位を取ったり、クレーンゲームで3個同時に景品を取ったり、射的で跳弾をしてみせるなど、ゲームにおいては神業を発揮する。
コハルと一緒に補習に参加させられるなど、勉強は苦手な模様。
京浜 萌葱（きょうはま もえぎ）
「珍センスなネギ子」。
周囲を凍らせる冬美の駄洒落に大受けする、後述する「私は春のスプリングラバー」を大変気に入っているなど、やや特殊なセンスの持ち主として描かれている。
浦和泉高校に転入してきた生徒で、1年の2学期から5人目の部員として入部。語尾に「〜ですのよ」をつけて喋るなどお嬢様風の女の子だが、性格は強気。あだ名は「ネギ」「ネギ子」など。
コハルとは喧嘩相手にして名コンビだが、学力は高い。違う高校に姉がいる。
担当楽器はトロンボーン。「トロンボーンと一緒に育ってきた」とのセリフから、経験年数が長いことがうかがえる。
セーラー服をワンピースと勘違いしてスカートを穿いてこなかったり、パンツを穿き忘れたりするなど、秋桜美よりもドジなところがあるが、楽譜が上下逆さになっているのに気づかないまま演奏できることから、ドジでありながらも演奏の技術は確かである。
遊園地の子供向け遊具で楽しそうに遊んだりするなど、少々子供じみたところもある様子。
本内 ほたる（もとうち ほたる）
浦和泉高校の新入生で、新入部員。クラリネット担当。
リボンに鈴がついたようなアクセサリーを頭につけている。
妄想癖があり、百合趣味もある様子。千夏と冬美の関係を深読みしすぎる事があり、周りの事が分からなくなる。千夏と黒目先生が繰り広げる冬美の取り合いを、「リアル略奪愛…」と呟きながらうっとりと見つめるなど、お花畑なマインドを持つ。妄想が行き過ぎて鼻血を出す事もしばしば。
黒目 つつじ（くろめ つつじ）
「幽霊顧問」。
浦和泉高校の非常勤教員で、吹奏楽部の顧問。27歳。不真面目でほとんど部活に来なかったことから、千夏から「幽霊顧問」と呼ばれている。その為か、タメ口で話しかけられることもある。
千夏同様、冬美の事を気に入っており、冬美をめぐって千夏と争ったりしている。また、最近部活に顔を出すようになったのも、冬美目当てである。
パーカーのポケットにいろいろな物をしまっており、マウスピースやベースなど、いろいろな物を取り出した事から、「四次元ポケットみたい」と言われた。
楽器はソプラノサックスで、これもパーカーのポケットに入っている。通勤時にクルマで校舎に突っ込む事故を起こすなどトラブルメーカーであり、かなり出鱈目な大人である。
休日には学校に内緒でプールや遊園地などのアルバイトをしている。学校の近所の喫茶店のバイトもしているが、これについては主任の先生の許可があるとのこと。
浦和泉高吹奏楽部OGであり、現役時代もソプラノサックスを担当、アンサンブルのリーダーなども経験している。同期のOGによると腕前もかなりのものであったらしい。在校時にコンクールで金賞を取った事があり、その時の賞状が音楽室に飾られている。また絶対音感を持ち、しばしば音のずれなどを指摘している為、部員や知人などからは「便利な人」として認識され、千夏にはからかわれている。
愛車はルパン三世の愛車として有名な2代目フィアット500で、ナンバーは「うらいずみ55 い46-21」。ポンコツなので、よくレッカー車のお世話になっている。
在学当時「私は春のスプリングラバー」という曲を作曲しており、今では忘れたい過去となっていたが、文化祭で歌わされ、全校生徒の注目の的となった。
森崎 このみ（もりさき このみ）
冬美・コハル・秋桜美のクラスメート。冬美とは同じ中学の同級生で、中学当時は吹奏楽部に入っていた。
現在はギターに入れ込んでいるが、浦和泉高校には軽音楽部や同好会は無く、他校の生徒と組んだバンドも皆ギター担当だったりと、演奏機会に恵まれずにいる。
ギターの腕前は良いものの、歌が下手である。
三国 るり（さんごく るり）
浦和泉高吹奏楽部OGの一人。現在は美容師見習いの傍ら、神社で巫女のアルバイトをしている。
当時はよくつつじの髪型を自分の手で整えていたようで、今も時々学生時代の髪型にさせている。
主任の先生
冬美たちの学年の主任の先生。英語の担当で、本名不詳。
黒目先生の無断飲酒や無断バイトなどを注意している。歌が得意な様子で、学校のそばの（黒目先生のバイト先の）喫茶店の常連客。
補習が厳しく、コハルから恐れられている。

## 舞台
浦和泉（うらいずみ）市
作品の舞台となる架空の都市で、「うらいずみライトレール」という路面電車の路線が市内公共交通の中核を担っている。車両は富山ライトレールを思わせるLRVやかつて新潟交通が運行していた電車に似た外観の旧型車両が使われている。自動車には「うらいずみ」ナンバーが付く。
天気予報の地図や「新潟市民芸術文化会館」に似た外観を持つ「リュートホール」（「柳都」は新潟市の愛称）、複数のイタリアンを販売している「みっかつき」 という名前のファーストフード店など、随所に新潟市周辺を連想させる要素がある。
周辺には「天王寺」「的場」「京橋」などの地名が見られる。
県立浦和泉高等学校
主要人物達の通っている高校。通称「浦高」。男女共学で、進学先に多くの有名校が並ぶ進学校。校舎の外観は新潟市にある新潟県立新潟高等学校に酷似している。

## 単行本
まんがタイムKRコミックス（芳文社）より刊行。
1. （2008年11月27日発売 2008年12月12日初版発行） ISBN 978-4-8322-7756-4
2. （2009年11月27日発売 2009年12月12日初版発行） ISBN 978-4-8322-7860-8
3. （2011年1月27日発売 2011年2月11日初版発行） ISBN 978-4-8322-7983-4
4. （2011年11月26日発売 2011年12月11日初版発行） ISBN 978-4-8322-4084-1